# SKA-Neva
SKA-Neva, ryska: СКА-Нева, är ett ryskt professionellt ishockeylag som spelar i den ryska andra divisionen Vyssjaja chokkejnaja liga (VHL) sedan ligan grundades 2010. Laget i sig grundades dock 2008 som HK VMF (Voenno-Morskoj Flot). I oktober 2012 flyttade laget till Kondopoga i Karelska republiken och 2013 bytte de namn till VMF Karelija. Året efter bytte de namn igen och den här gången till SKA-Karelija. Det varade återigen bara ett år innan de bytte till det nuvarande namnet när de samtidigt flyttade tillbaka till Sankt Petersburg och blev en del av den professionella ishockeyklubben SKA Sankt Petersburg, som spelar i Rysslands högsta division Kontinental Hockey League (KHL).
Laget spelar sina hemmamatcher i inomhusarenan Jubilejnyj i Sankt Petersburg.
De har inte vunnit någon Bratina/Petrov Cup, som delas ut till vinnaren av VHL:s slutspel, men de blev dock grundseriemästare för säsongen 2018–2019.